# Pierre-Mathurin de L'Écluse des Loges
Pierre-Mathurin de L'Écluse des Loges, né à Exmes (généralité d'Alençon, actuel département de l'Orne) le 24 octobre 1713 et mort à Paris le 22 mai 1783,, est un ecclésiastique, théologien et historien français.

## Biographie
Fils de Jacques de L'Écluse seigneur des Loges, Conseiller du Roi et receveur du Grenier à sel d'Exmes, Pierre-Mathurin de L'Écluse des Loges fit ses études à l'Université de Caen où il devient maître ès Arts, puis à la Sorbonne où il est reçu docteur en Théologie.
En 1744, il lut le panégyrique de Saint Louis devant l'assemblée des membres de l'Académie française. En 1748, il reçut le Prix d'éloquence à l'Académie française.
En 1745, il réécrit une nouvelle biographie de Sully, dans laquelle il fait disparaître tout ce qui était défavorable à Sully. Il fut choisi par l'Académie française, pour être l'éditeur de cette nouvelle édition.
En 1749, il devint membre de l'Académie royale des sciences et des lettres de Berlin.

## Sources
- Musée biographique, ou Tablettes historiques des auteurs, artistes, savans, littérateurs [...] de l'arrondissement d'Argentan [...] (pp 27-28), par Adolphe de Colleville, imprimerie de Bonneserre à Caen, 1834.